# Khenifiss-Nationalpark

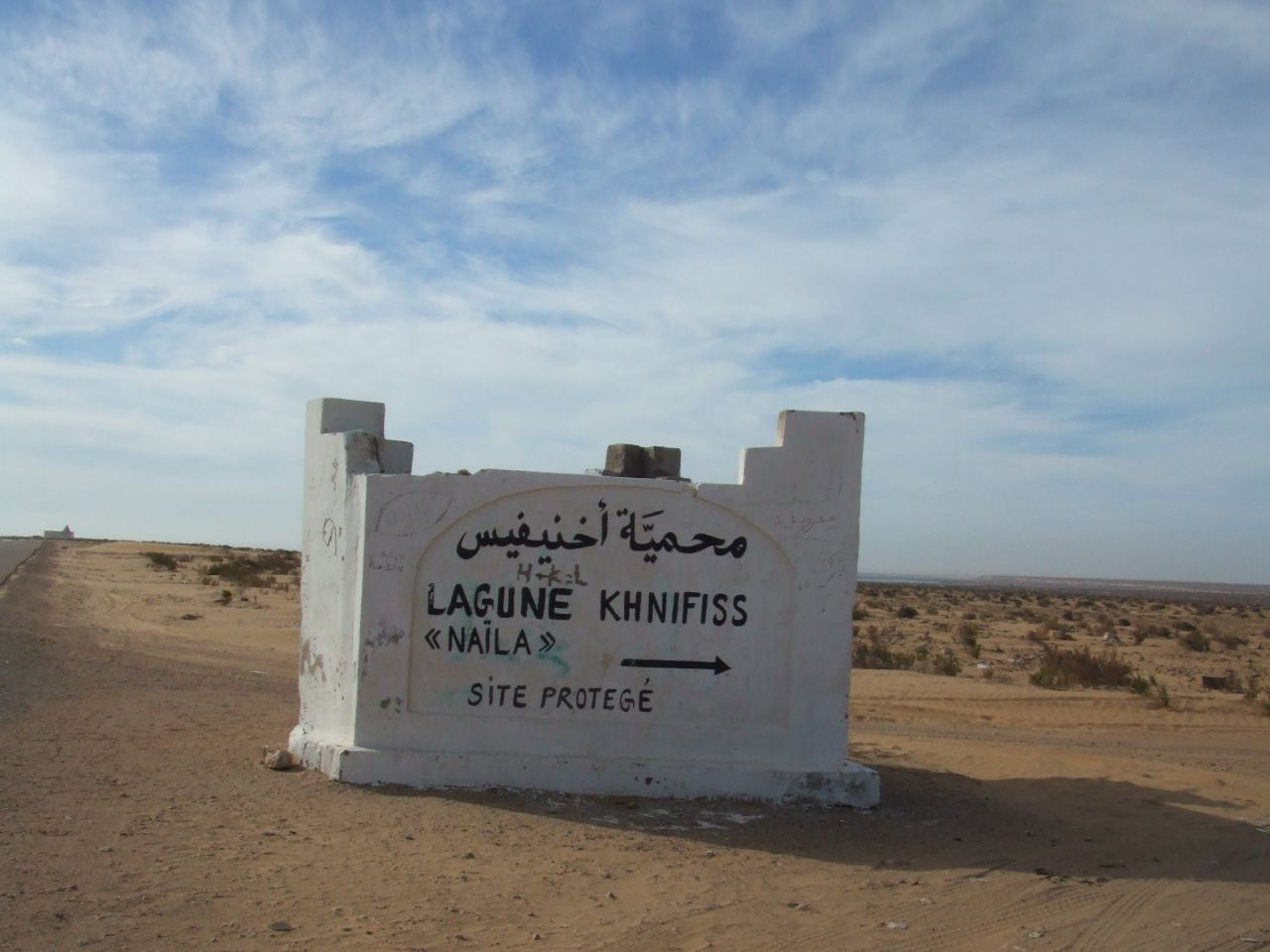
Hinweistafel auf den Khenifiss-Nationalpark

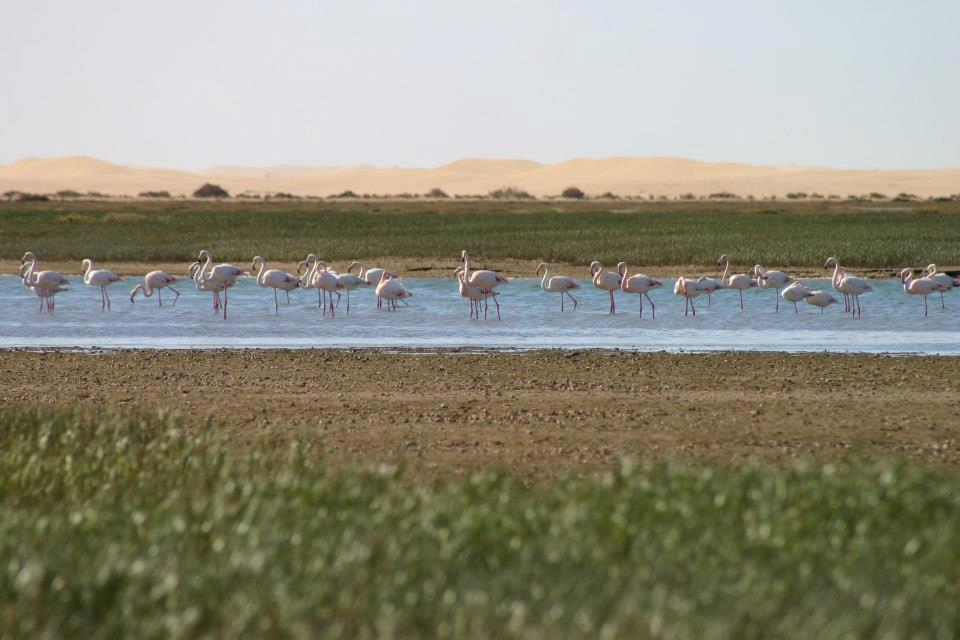
Flamingos im Nationalpark Khenifiss

Der Khenifiss-Nationalpark (arabisch متنزه اخنيفيس الوطني) ist ein Naturschutzgebiet zwischen den Kleinstädten Tarfaya und Akhfennir an der Atlantikküste in der Provinz Tarfaya in der Region Laâyoune-Sakia El Hamra im Südwesten Marokkos. Der Park ist Bestandteil der Ramsar-Konvention zum Schutz von Feuchtgebieten.

## Geschichte
Bereits seit dem Jahr 1960 war das ca. 1850 km² große Gebiet als Naturschutzgebiet anerkannt, doch erst im Jahr 2006 erfolgte die Anerkennung als Nationalpark zum Zweck des Schutzes der in Marokko einmaligen Kombination von Lagune, Feuchtgebiet und Sanddünen.

## Fauna
Neben zahlreichen Vogelarten (z. B. Korallenmöwe, Marmelente oder Rostgans) leben hier auch Säugetiere (z. B. mehrere Gazellenarten, Schakale, Stachelschweine, Karakale und Ginsterkatzen).

## Sonstiges
Im Gebiet des Nationalparks wurden die spärlichen Überreste der im Jahr 1478 gegründeten, aber bereits knapp 50 Jahre später wieder aufgegebenen spanischen Siedlung Santa Cruz de la Mar Pequeña entdeckt.